# Donald Macardle
Donald Macardle foi um escritor e ator de cinema e teatro irlandês. Ele também dirigiu o filme de 1933, The King's Cup.
Ele nasceu em Dundalk, na Irlanda.

## Filmografia selecionada
Ator
- Wee MacGregor's Sweetheart (1922)
- The Fair Maid of Perth (1923)
- The Loves of Mary, Queen of Scots (1923)
- The Gay Corinthian (1924)
- The Kensington Mystery (1924)
- Nell Gwyn (1926)
- Mumsie (1927)
- The Guns of Loos (1927)
- A Light Woman (1928)
- The Bondman (1928)

Roteirista
- Carnival (1931)
- Thursday's Child (1943)

Diretor
- The King's Cup (1933)